# Лубянка (приток Шани)
Лубя́нка — река в Износковском районе Калужской области России, правый приток Шани. Исток — на межмуниципальной автодороге Шанский Завод — Износки, вблизи села Шанский Завод. Устье — Гиреево. Общая длина 7 км. Протекает с северо-запада на юго-восток, по населённым пунктам Бизяево, Ростово, Гиреево. В районе деревни Гиреево запружена.